# Rita Nyampinga
Beauty Rita Nyampinga, född 1958, är en zimbabwisk aktivist som kämpar för fängslade kvinnors rättigheter. 
Nyampinga är utbildad lärare men har också arbetat inom telekommunikation. Hon har arbetat med jämställdhet mellan könen på landets arbetsplatser sedan hon gick med i en stor fackförening för mer än 35 år sedan.
Nyampinga arresterades år 2007 efter att ha deltagit i en demonstration för bättre sjukvård och tvingades övernatta i en primitiv cell tillsammans med sex andra kvinnor. Upplevelsen inspirerade henne till att bilda en stiftelse för hjälp till kvinnliga fångar under tiden i fängelse och efter frisläppandet. Stiftelsen delar ut matvaror och hjälper kvinnorna tillbaka till samhället.
I mars 2020 belönades Nyampinga med International Women of Courage Award av USA:s utrikesdepartement.